# Depeche (stafet)
En depeche er en stav, der videregives fra løber til løber indenfor stafetløb. Staven er glat og hul, og oftest i en stærk synlig farve, fx orange. En depeche har typisk en omkreds på 12-13 cm, en diameter på ca. 4 cm og en længde på ca. 29 cm. Depechen vejer minimum 50 g.